# Todor Dulović
Todor Dulović, na crnogor. ćiril.  Tодор Дуловић (Trnovica, Gornja Morača, Kneževina Crna Gora 1895. – Prisoja, Andrijevica, 15. travnja 1923., komitski vođa, major (hr. bojnik), učesnik balkanskih ratova, borio se protiv austro-ugarske okupacije Kraljevine Crne Gore 1916. – 1918. i srpskog anektiranja crnogorske države 1918. godine, borac Za Pravo, Čast i Slobodu Crne Gore.
Sa svojom komitskom postrojbom napadao je srpske vojne i žandarmerijske postaje u okolici Kolašina, Mojkovca, Bijelog Polja i Andrijevice. 

U rujnu 1922. vlasti Kraljevine SHS mu ucijenile glavu na 20.000 dinara. Svetili se njegovoj rodbini, ubili Petra i Mijajla Dulovića, rođenu Todorovu braću, trećeg brata Stanišu teško zlostavljali kao i sestru mu Savetu.
Poginuo u sukobu u noći 14. na 15. travnja 1923. u selu Prisoji (Andrijevica). 
Sahranjen je na Slijepač Mostu. 
Obitelj je Todoru Duloviću podigla spomenik kraj magistralne ceste Mojkovac-Bijelo Polje.

## Zanimljivost
Todora Dulovića podrobno opisuje Milovan Đilas u svojoj knjizi Besudna zemlja koja je 1958. tiskana u New Yorku (na eng. Land without Justice). 